# Tropaeolum porifolium
Tropaeolum porifolium är en krasseväxtart som först beskrevs av Antonio José Cavanilles, och fick sitt nu gällande namn av Bengt Lennart Andersson och S. Andersson. Tropaeolum porifolium ingår i släktet krassar, och familjen krasseväxter. Inga underarter finns listade i Catalogue of Life.